# Élections cantonales vaudoises de 1998
Les élections cantonales vaudoises ont lieu les 1er mars et 15 mars 1998 afin de renouveler les 180 membres du Grand Conseil et les 7 membres du Conseil d'État du canton de Vaud.

## Système électoral
Le Grand Conseil est le parlement unicaméral du canton de Vaud. Le gouvernement, appelé Conseil d’État, est composé de sept membres. Jusqu'en 2002, tous deux sont renouvelés intégralement tous les quatre ans au suffrage universel direct.

### Grand Conseil

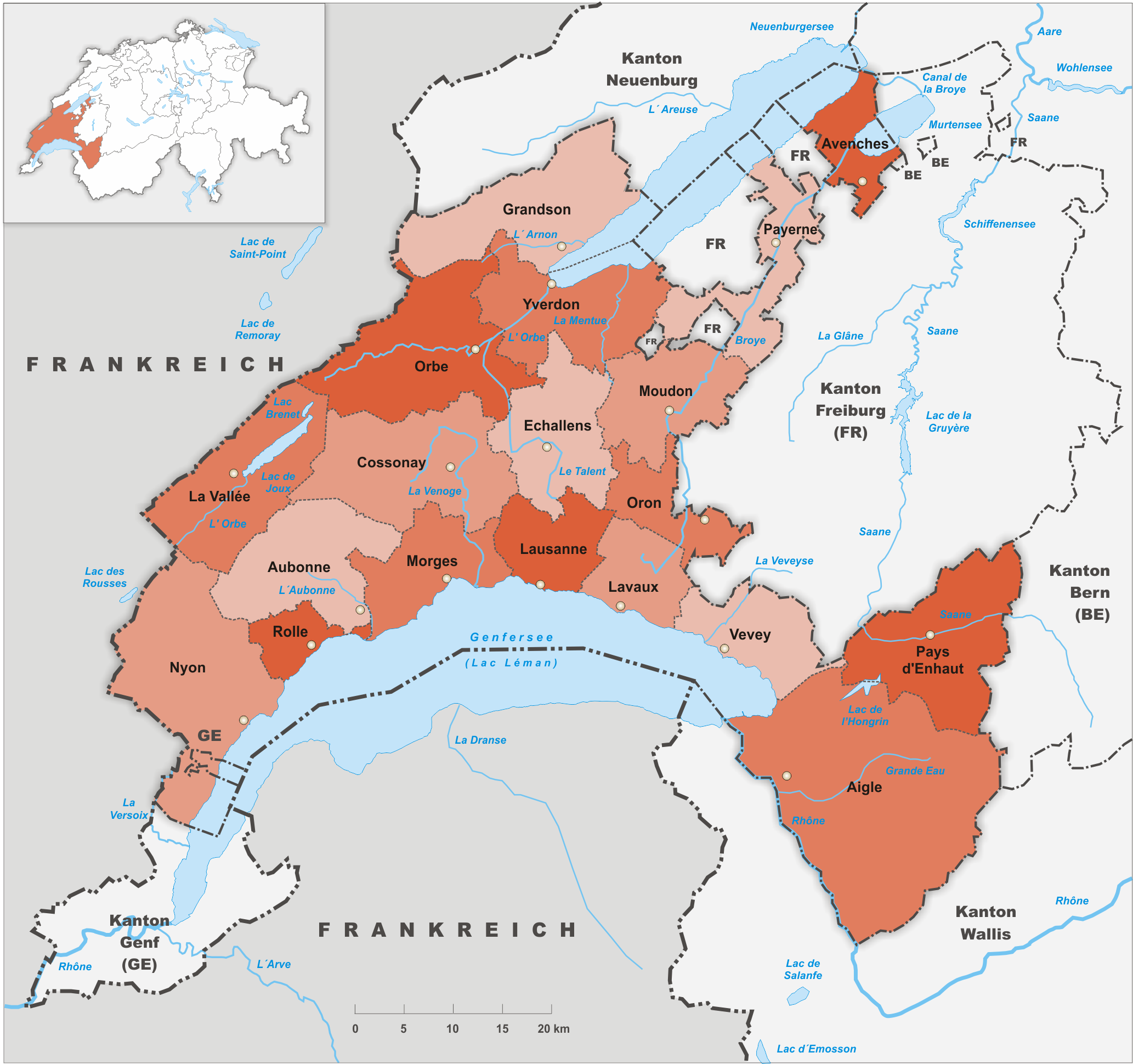
Le canton de Vaud et ses anciens districts.

Le Grand Conseil est composé, de 1998 à 2007, de 180 sièges pourvus pour quatre ans au système proportionnel dans 21 circonscriptions, correspondant au 19 districts en vigueur de 1803 à 2007, auxquels s'ajoutent deux circonscriptions dans le district de Lausanne (Pully et Romanel).
Les sièges sont répartis par rapport à la population des différentes circonscriptions, certaines circonscriptions formant des groupes d'arrondissement pour la répartition des sièges :
| Arrondissement      | Sièges |
| ------------------- | ------ |
| Aigle-Pays-d'Enhaut | 13     |
| Cossonay-Èchallens  | 10     |
| Lausanne            | 37     |
| Lavaux              | 6      |
| Morges              | 19     |
| Moudon-Oron         | 7      |
| Nyon                | 15     |
| Orbe-La Vallée      | 8      |
| Payerne-Avenches    | 7      |
| Pully               | 8      |
| Rolle-Aubonne       | 6      |
| Romanel             | 13     |
| Vevey               | 19     |
| Yverdon-Grandson    | 12     |
| Total               | 180    |

### Conseil d'État
Les sept sièges du Conseil d'État sont pourvus pour quatre ans au scrutin plurinominal majoritaire à deux tours dans une circonscription électorale unique cantonale. Les électeurs votent pour autant de candidats qu'il y a des sièges à pourvoir, à raison d'une voix pour un candidat. Les candidats ayant obtenu la majorité absolue du nombre de bulletins valables sont déclarés élus. S'il reste des sièges à pourvoir, un second tour est organisé entre les candidats restants, et ceux arrivés en tête sont déclarés élus à raison du nombre de sièges restants à pourvoir.
Les listes sont ouvertes, ce qui signifie que les électeurs ont la possibilité de les modifier en rayant ou ajoutant des noms, d'effectuer un panachage à partir de candidats de listes différentes ou même de composer eux-mêmes leurs listes sur un bulletin vierge.

## Résultats

### Au Conseil d'État
| Candidats              | Candidats               | Partis                 | Premier tour | Premier tour | Second tour | Second tour |
| Candidats              | Candidats               | Partis                 | Voix         | %            | Voix        | %           |
| ---------------------- | ----------------------- | ---------------------- | ------------ | ------------ | ----------- | ----------- |
|                        | Charles Favre           | RAD                    | 55 257       | 50,99        | Élu         | Élu         |
|                        | Claude Ruey             | LIB                    | 54 701       | 50,48        | Élu         | Élu         |
|                        | Jacqueline Maurer-Mayor | RAD                    | 54 383       | 50,19        | Élue        | Élue        |
|                        | Philippe Biéler         | VER                    | 52 264       | 48,23        | 58 822      | 55,94       |
|                        | Charles-Louis Rochat    | LIB                    | 49 163       | 45,37        | 51 972      | 49,42       |
|                        | Francine Jeanprêtre     | SOC                    | 47 875       | 44,18        | 52 502      | 49,93       |
|                        | Jean-Claude Mermoud     | UDC                    | 47 175       | 41,09        | 51 212      | 48,70       |
|                        | Pierre-Yves Maillard    | SOC                    | 43 462       | 40,11        | 47 599      | 45,27       |
|                        | Éric Golaz              | RAD                    | 42 935       | 39,62        | 45 548      | 43,31       |
|                        | Josef Zisyadis          | POP                    | 41 984       | 38,74        | 43 135      | 41,02       |
|                        | Jean Jacques Schwaab    | SOC                    | 41 231       | 34,31        | Retrait     | Retrait     |
|                        | Marianne Huguenin       | POP                    | 41 074       | 37,90        | Retrait     | Retrait     |
|                        | Jean-Charles Simon      | PDC                    | 39 962       | 36,88        | Retrait     | Retrait     |
|                        | Anne-Catherine Lyon     | RSE                    | 13 833       | 12,77        | Retrait     | Retrait     |
|                        | Yves-Pierre Crot        | E                      | 5 000        | 4,61         | Retrait     | Retrait     |
|                        | Jean-Luc Allemann       | IND                    | 2 612        | 2,41         | 1 238       | 1,18        |
|                        | Robert Gurtner          | L                      | 2 130        | 1,97         | Retrait     | Retrait     |
|                        | François-Xavier Martin  | C                      | 2 051        | 1,89         | 1 260       | 1,20        |
|                        | R. Ruefli               | D                      | 1 394        | 1,29         | Retrait     | Retrait     |
|                        |                         |                        |              |              |             |             |
| Votes valides          | Votes valides           | Votes valides          | 108 361      | 93,09        | 105 156     | 98,68       |
| Votes blancs           | Votes blancs            | Votes blancs           | 745          | 2,48         | 282         | 0,37        |
| Votes nuls             | Votes nuls              | Votes nuls             | 2 076        | 4,51         | 735         | 0,95        |
| Total                  | Total                   | Total                  | 111 182      | 100          | 101 119     | 100         |
| Abstention             | Abstention              | Abstention             | 204 679      | 68,83        | 259 323     | 70,18       |
| Inscrits/Participation | Inscrits/Participation  | Inscrits/Participation | 366 701      | 31,17        | 356 056     | 29,82       |

### Au Grand Conseil
| Parti                  | Parti                        | Sigle        | Voix   | %    | +/-           | Sièges | +/-           |
| ---------------------- | ---------------------------- | ------------ | ------ | ---- | ------------- | ------ | ------------- |
|                        | Parti radical-démocratique   | RAD          | 27 675 | 25,6 | 1,4           | 54     | 14            |
|                        | Parti socialiste             | SOC          | 24 759 | 22,9 | 3,8           | 46     | 9             |
|                        | Parti libéral                | LIB          | 17 441 | 16,1 | 1,5           | 35     | 6             |
|                        | Les Verts                    | VER          | 8 270  | 7,6  | 3,3           | 16     | 6             |
|                        | Union démocratique du centre | UDC          | 7 735  | 7,2  | 1,1           | 14     | 3             |
|                        | Parti ouvrier et populaire   | POP          | 6 230  | 5,8  | 2,7           | 12     | 5             |
|                        | Parti démocrate-chrétien     | PDC          | 2 246  | 2,1  | 0,2           | 3      | 1             |
|                        | Renaissance Suisse-Europe    | RSE          | 805    | 0,7  | en stagnation | 0      | en stagnation |
|                        | solidaritéS                  | SOL          | 800    | 0,7  |               | 0      | en stagnation |
|                        | Indépendants                 | Indépendants | 12 052 | 11,2 | 0,9           | 0      | en stagnation |
|                        |                              |              |        |      |               |        |               |
| Suffrages exprimés     |                              |              |        |      |               |        |               |
| Votes blancs           |                              |              |        |      |               |        |               |
| Votes nuls             |                              |              |        |      |               |        |               |
| Total                  | Total                        | Total        |        |      | –             | 180    | –             |
| Abstentions            |                              |              |        |      |               |        |               |
| Inscrits/Participation |                              |              |        |      |               |        |               |

## Représentation par district
| District            | Total | PRD | PSV | LIB | PES | UDC | Divers gauche | Divers centre | Divers droite |
| ------------------- | ----- | --- | --- | --- | --- | --- | ------------- | ------------- | ------------- |
| Aigle-Pays-d'Enhaut | 13    |     |     |     |     |     |               |               |               |
| Cossonay-Échallens  | 10    |     |     |     |     |     |               |               |               |
| Lausanne            | 37    |     |     |     |     |     |               |               |               |
| Lavaux              | 6     |     |     |     |     |     |               |               |               |
| Morges              | 19    |     |     |     |     |     |               |               |               |
| Moudon-Oron         | 7     |     |     |     |     |     |               |               |               |
| Nyon                | 15    |     |     |     |     |     |               |               |               |
| Orbe-La Vallée      | 8     |     |     |     |     |     |               |               |               |
| Payerne-Avenches    | 7     |     |     |     |     |     |               |               |               |
| Pully               | 8     |     |     |     |     |     |               |               |               |
| Rolle-Aubonne       | 6     |     |     |     |     |     |               |               |               |
| Romanel             | 13    |     |     |     |     |     |               |               |               |
| Vevey               | 19    |     |     |     |     |     |               |               |               |
| Yverdon-Grandson    | 12    |     |     |     |     |     |               |               |               |
| Canton de Vaud      | 180   | 54  | 46  | 35  | 16  | 14  | 12            | 3             | 0             |